# Ted Immers
Theodorus Wilhelmus Pieter (Ted) Immers (Haarlem, 31 maart 1941 – aldaar, 14 maart 2024) was een Nederlands voetballer en voetbaltrainer. Hij was de vader van acteur en ondernemer Tim Immers.

## Carrière
Immers begon bij BVC Bloemendaal, waar hij tevens aan honkbal deed, en kwam in 1960 bij VSV. Met de club werd hij in 1963 kampioen van de Tweede divisie. VSV fuseerde dat jaar met IJVV Stormvogels tot SC Telstar en werd in het seizoen 1963/64 tweede in de Eerste divisie en promoveerde. In het seizoen 1964/65 kwam Immers in de Eredivisie minder aan bod en hij speelde vervolgens nog twee seizoenen voor SC Gooiland in de Tweede divisie. Hij keerde in 1967 terug bij BVC Bloemendaal waarvoor hij nog tot halverwege de jaren 1970 in het zondagteam speelde. Later werd Immers ook trainer van BVC.  
In 1981 werd Immers assistent van Joop Brand bij Telstar in de Eerste divisie. In 1983 werd hij assistent van Hans van Doorneveld bij Haarlem in de Eredivisie. In 1986 werd hij aangesteld als hoofdtrainer van Eindhoven in de Eerste divisie. Na twee seizoenen werd hij, een jaar eerder dan zijn contract liep, uit zijn functie ontheven. Hij werd voor een seizoen aangesteld als trainer van sc Heerenveen in de Eerste divisie. Daar bleven de prestaties achter bij de verwachtingen en had Immers moeite de positie in te vullen door de populariteit van zijn voorganger Foppe de Haan, die nog steeds als technisch adviseur aan de club verbonden was.
Immers werd in 1990 aangesteld als hoofdtrainer van Haarlem dat net naar de Eerste divisie gedegradeerd was. Daar moest hij medio 1992 weg omdat de club moest bezuinigen. In het amateurvoetbal trainde hij vanaf eind 1996 FC Lisse waarmee hij in 1997 kampioen werd in de Zaterdag Hoofdklasse A. Met Koninklijke HFC werd hij tweemaal kampioen (derde klasse in 2000 en tweede klasse in 2001). In november 2002 werd hij bij Koninklijke HFC op non-actief gesteld.